# Jüdischer Friedhof (Polná)

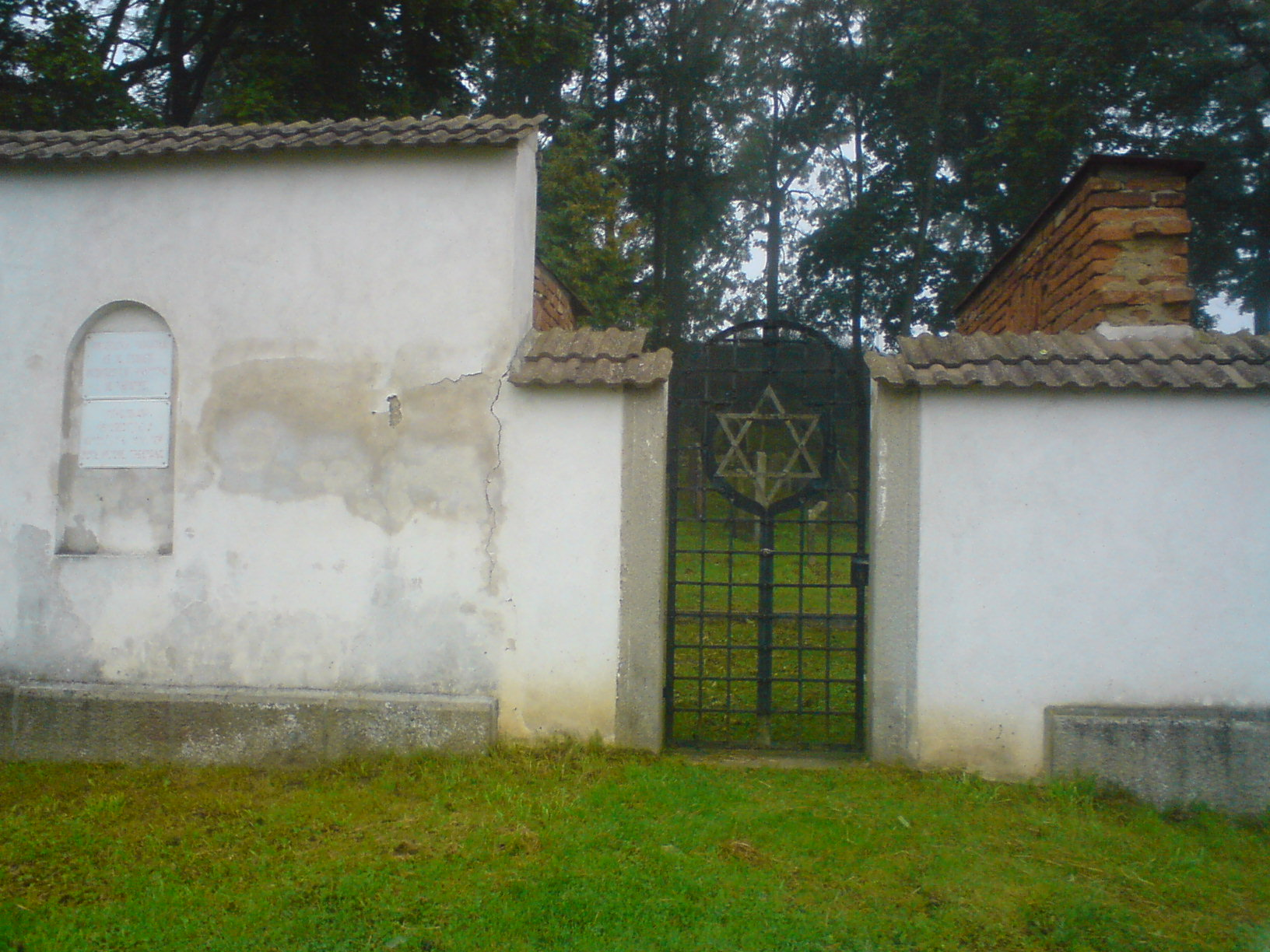
Eingang zum jüdischen Friedhof in Polná

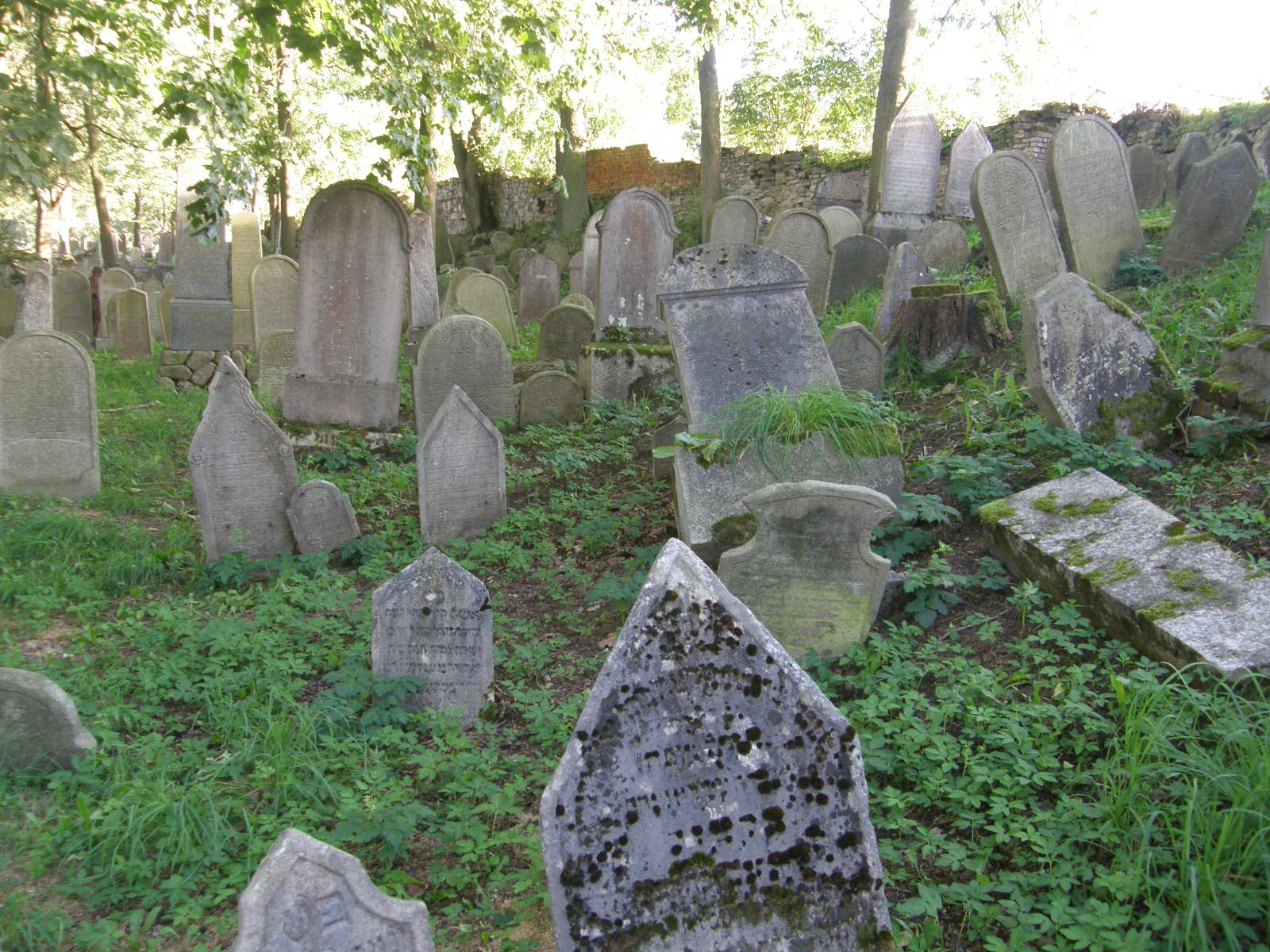
Ansicht

Der Jüdische Friedhof in Polná (deutsch Polna), einer tschechischen Stadt im Okres Jihlava in der Kraj Vysočina, wurde im 16. Jahrhundert errichtet und danach mehrfach erweitert. Der jüdische Friedhof ist seit 1988 ein geschütztes Kulturdenkmal.
Auf dem Friedhof befinden sich etwa 900 barocke, klassizistische und neuzeitliche Grabsteine.